# Song hùng
Song hùng (tiếng Trung: 雙雄, tiếng Anh: Heroic Duo) là một bộ phim thuộc thể loại hành động - hình sự của Hồng Kông ra mắt lần đầu năm 2003 do Trần Mộc Thắng làm đạo diễn kiêm sản xuất, với sự tham gia của các diễn viên gồm Lê Minh, Trịnh Y Kiện, Ngô Trấn Vũ, Lâm Gia Hân, Từ Tịnh Lôi và Huỳnh Hạo Nhiên. Phim khởi chiếu tại Hồng Kông từ ngày 31 tháng 7 năm 2003.

## Tóm tắt nội dung
Lý Văn Kiện là một cảnh sát tài ba thuộc lực lượng cảnh sát Hồng Kông, cùng làm việc chung với cô bạn gái Brenda. Anh được giao nhiệm vụ phụ trách bảo vệ một cuộc triển lãm kim cương của Ai Cập. Khi hoàn thành nhiệm vụ, tưởng như mọi chuyện đã xong xuôi, anh vô tình gặp kẻ giấu mặt tự xưng là bác sĩ tâm lý có tên là Lê Thượng Chính. Hai người trò chuyện với nhau, tuy nhiên chính Văn Kiện cũng đã bị tẩy não sau vụ việc canh gác cuộc triển lãm vừa rồi. Để tìm ra chân tướng sự việc, cả hai kết thân với nhau, và trên đường đi, cả hai không ít lần gặp những tử huyệt nhất định. Liệu cả hai có thể phá án?

## Diễn viên
- Trịnh Y Kiện trong vai Lý Văn Kiện
- Lê Minh trong vai Lê Thượng Chính
- Ngô Trấn Vũ trong vai Âu Dương Hải
- Lâm Gia Hân trong vai Brenda
- Từ Tịnh Lôi trong vai Trác Mẫn
- Huỳnh Hạo Nhiên trong vai Thanh tra Dương